# Душевная рана
Душевная рана (тур. Gönül Yarası) — турецкий фильм 2005 года, снятый Явузом Тургулом.

## Сюжет
После 15 лет работы учителем в деревне Назым возвращается в Стамбул. Там он встречает знакомого, который предлагает ему поработать таксистом. Однажды Назым знакомится с женщиной по имени Дюнья, которую преследует её бывший муж Халиль. Назым хочет помочь Дюнье и её дочери Мелек, но его дети, с которыми у него сложные отношения, выступают против.

## В ролях
- Шенер Шен — Назым
- Мельтем Джумбул — Дюнья
- Тимучин Эсен — Халиль
- Гювен Кырач — Мехмет
- Девин Озгюр Чинар — Пирае

## Критика
Мельтем Джумбул получила премию «FIPRESCI Award Best Actress» Международной федерации кинопрессы на кинофестивале «Palm Springs International Film Festival».
Шенер Шен одержал победу в номинации «лучший актёр» на кинофестивале «Золотой апельсин».
Фильм был номинирован на премию «Оскар» от Турции, но не вошёл в шортлист. Также фильм «Душевная рана» получил «Best Feature award» — высшую премию кинофестиваля «Queens International Film Festival».
В апреле 2006 года фильм был показан на Бостонском кинофестивале турецкого кино.